# اندرو لاو
نامِ چینینویسه‌های چینی سنتی劉偉強نویسه‌های چینی ساده‌شده刘伟强

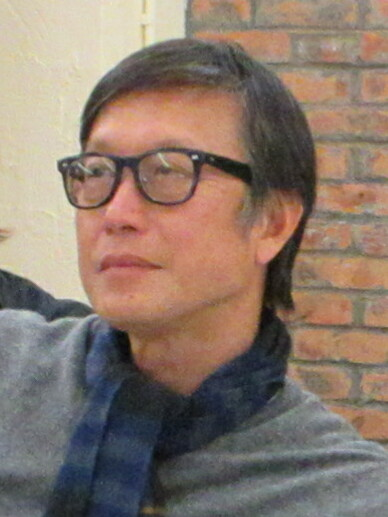
اندرو لاو - ۲۰۱۷

اندرو لاو (انگلیسی: Andrew Lau؛ زادهٔ ۴ آوریل ۱۹۶۰) کارگردان فیلم، تهیه‌کننده فیلم و فیلم‌بردار اهل چین است. از آثار مهمش می‌توان امور دوزخی (کارگردانی مشترک با آلن مک) را نام برد.
از فیلم‌هایی که در آن به عنوان بازیگر نقش داشته می‌توان به هنگامی که چراغ خاموش می‌شود اشاره کرد.